# Galun (otok)
Koordinati:   44°56′27″N, 14°40′29″E
Galun je majhen nenaseljen otoček v Kvarnerskem zalivu Otoček, na katerem je svetilnik, leži okoli 3 km jugozahodno od zaselka Stara Baška na Krku. Površina otočka je 0,06 km², njegova obala pa je dolga 1,28 km. Najvišji vrh je visok 10 mnm.
Iz pomorske karte je razvidno, da svetilnik, ki stoji na zahodni strani otočka, oddaja svetlobni signal: B Bl(3) 10s. Nazivni domet svetilnika je 8 milj.